# Rhinocricus giganteus
Rhinocricus giganteus är en mångfotingart som beskrevs av Karl Wilhelm Verhoeff 1938. Rhinocricus giganteus ingår i släktet Rhinocricus och familjen Rhinocricidae. Inga underarter finns listade i Catalogue of Life.